# Warrenton (Virgínia)

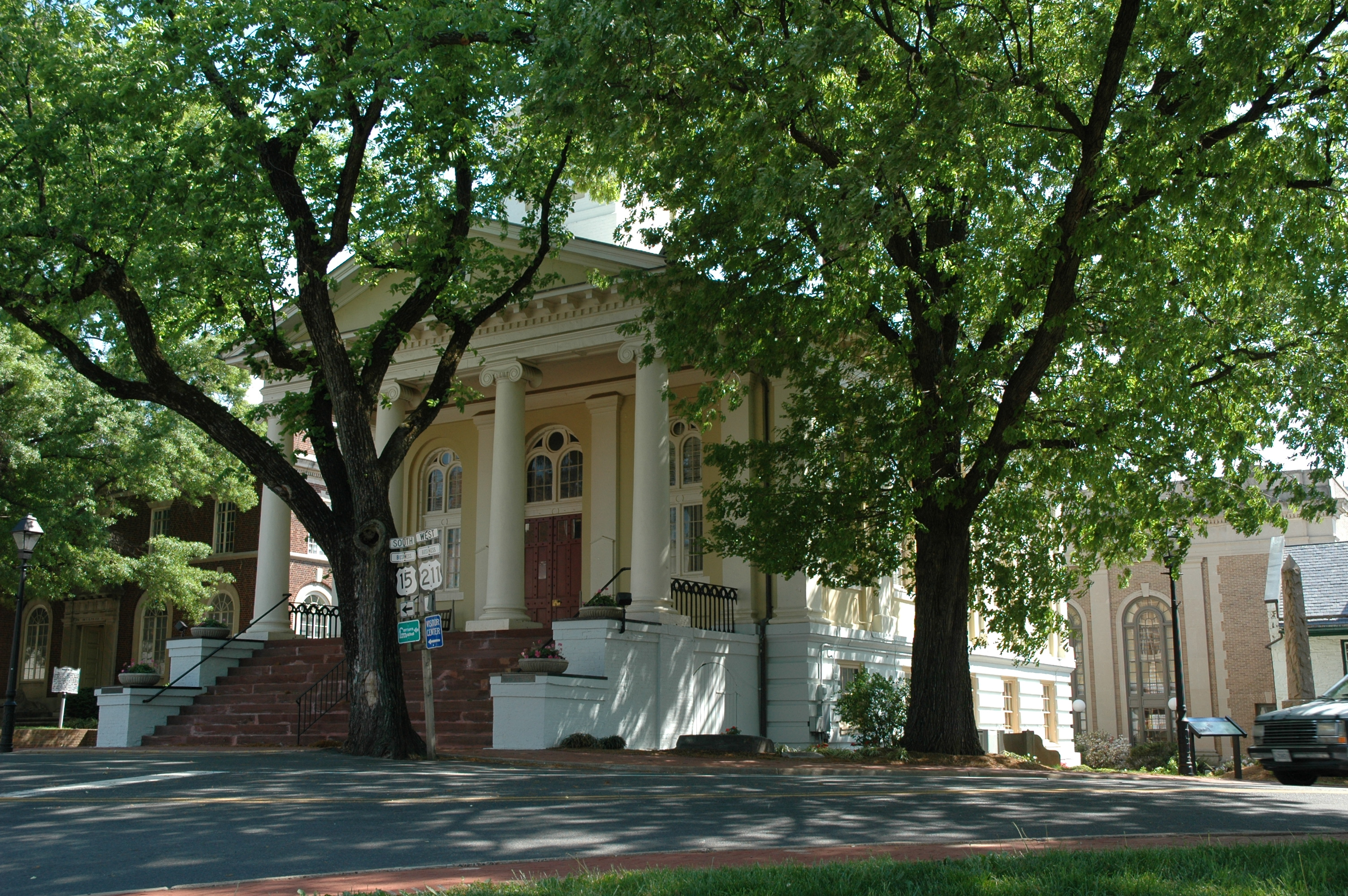
Courthouse

Warrenton é uma cidade  localizada no estado norte-americano de Virginia, no Condado de Fauquier.

## Demografia
Segundo o censo norte-americano de 2000, a sua população era de 6670. habitantes
Em 2006, foi estimada uma população de 8733, um aumento de 2063 (30.9%).

## Geografia
De acordo com o United States Census Bureau tem uma área de
11,0 km², dos quais 11,0 km² cobertos por terra e 0,0 km² cobertos por água. Warrenton localiza-se a aproximadamente 159 acima do nível do mar.

## Localidades na vizinhança
O diagrama seguinte representa as localidades num raio de 20 km ao redor de Warrenton.